# Brenta (metrostation)
Brenta is een metrostation in de Italiaanse stad Milaan dat werd geopend op 12 mei 1991 en wordt bediend door lijn 3 van de metro van Milaan.

## Geschiedenis
In het metroplan van 1952 was tracé onder de Corso Lodi opgenomen als zuidelijke deel van lijn 4. In het tracébesluit uit 1977 van lijn 3 werd het tracé het zuidelijke deel van die lijn. Het station bij het kruispunt van de Corsi Lodi en de Viale Brenta werd onder de naam Brenta aanbesteed. Tijdens de bouw werd dit gewijzigd in Lodi maar toen het geopend werd was het toch weer Brenta nadat station Tecnomasio de naam Lodi TIBB had gekregen.

## Ligging en inrichting
De hoofdingang ligt in de middenberm van de Corso Lodi bij de Via Ponti della Priula en komt direct uit in de verdeelhal, de andere toegangen waaronder een lift liggen bij de Via Brenta en zijn via een voetgangerstunnel met de verdeelhal verbonden. Achter de toegangspoortjes is het eilandperron met liften en roltrappen met de verdeelhal verbonden. Aan de stadskant ligt tussen de doorgaande sporen een opstelspoor dat met wissels met het westelijke spoor is verbonden. Ten noorden van het opstelspoor liggen overloopwissels zodat een metro uit de stad kan keren in Brenta en vanaf daar weer op het rechter spoor terug kan rijden.